# Paddfiskar
Paddfiskar (Batrachoididae) är en familj benfiskar.

## Utbredning och vanor
Paddfiskar är vanligtvis marina, och förekommer främst i Atlanten, Indiska Oceanen och Stilla havet där de vistas nära kusterna eller vid bottnen, där de lever på ryggradslösa djur eller fiskar. Det finns dock några få arter i underfamiljen Batrachoidinae som lever i sötvatten. Även andra arter kan gå upp i floder, som Daector quadrizonatus (i underfamiljen Thalassophryninae) som lever i floden Truando i Colombia.

## Utseende
Ett brett huvud och mörka färger är några kännetecken för paddfiskar, det är något som de flesta arterna har gemensamt. Det finns dock åtminstone en art, Sanopus splendidus, som lever på korallrev och är klart färgad. Paddfiskarna liknar till viss del paddor och det är så de har fått sitt namn. Paddfiskarna kan också ge ifrån sig ett speciellt ljud med hjälp av sin simblåsa. De flesta paddfiskar saknar fjäll, andra har små, rundade sådana. De har en stor mun och ögon placerade högt upp på ett platt, storvuxet huvud. Arterna är inte särskilt stora, de är oftast under 60 centimeter.

## Taxonomi
Familjen delas upp i tre underfamiljer, Batrachoidinae med 43 arter som lever längs kusterna i större delen av främst de tropiska och subtropiska delarna av världen, Porichthyinae med 15 arter, och Thalassophryninae med 11 arter i västra Atlanten och östra Stilla havet.
En paddfiskart som är lite mer känd än de andra är Opsanus tau, ostronpaddfisk, i underfamiljen Batrachoidinae. Den kallas även "Ugly Toad" (ful padda).
Underfamiljen Porichthyinae är försedd med lysorgan längs huvudets och kroppens sidor.
Underfamiljen Thalassophryninae skiljer sig litet från de övriga, de ingående arterna är nämligen giftiga. De har ihåliga ryggfenstrålar förbundna med giftkörtlar. Giftet är lyckligtvis inte dödligt men det är tillräckligt kraftigt för att orsaka ett smärtsamt sår.